# Lepanthes rotundifolia
Lepanthes rotundifolia är en orkidéart som beskrevs av Louis Otho Otto Williams. Lepanthes rotundifolia ingår i släktet Lepanthes och familjen orkidéer.
Artens utbredningsområde är Panamá. Inga underarter finns listade i Catalogue of Life.